# شرايين مشطية أخمصية
شرايين مشطية أخمصية (بالإنجليزية: Plantar metatarsal arteries)‏‏ هو شريان يتفرعُ من القوس الأخمصية ‏.